# Rajon Slawsk
Der Rajon Slawsk ist eine Verwaltungseinheit im Nordwesten der russischen Oblast Kaliningrad. Er befindet sich zwischen der Memel und dem Kurischen Haff und damit an der Grenze zu Litauen.
Seit 2016 besteht der Rajon nur noch administrativ-territorial und wird mit Administrativer Rajon Slawsk (russisch Славский административный район) bezeichnet. Die kommunale Selbstverwaltung wird als Munizipalkreis organisiert, dessen Verwaltungssitz die Stadt Slawsk (Heinrichswalde) ist.
Der Rajon Slawsk befindet sich etwa auf dem Gebiet des früheren Kreises Elchniederung. Haupterwerbszweige der Bevölkerung sind die Landwirtschaft (Milchwirtschaft) und die Fischerei am Kurischen Haff. Beides wird meistens genossenschaftlich organisiert betrieben. Zu einem Problem entwickelt sich seit den 1960er-Jahren die zunehmende Versumpfung des Geländes, da die früher aufwendig gepflegten Drainagesysteme zu Zeiten der Sowjetunion vernachlässigt und häufig zerstört wurden.

## Kommunale Selbstverwaltung
Auf dem Territorium des Rajons Slawsk besteht die kommunale Selbstverwaltungseinheit Munizipalkreis Slawsk (ru. Славский муниципальный округ, Slawski munizipalny okrug) mit der Stadt Slawsk und den weiteren auf dem Territorium des Rajons befindlichen 57 Siedlungen (ru. possjolok).

## Verkehr
Der Hauptverkehrsknotenpunkt im Rajon ist die Siedlung Bolschakowo. Durch diesen Ort führt die Hauptverbindungsstraße von Kaliningrad nach Sowetsk – ein Abschnitt der Europastraße E77 und hier gleichzeitig die russische Föderalstraße A216 –, die dann weiter nach Litauen verläuft. Mit den Rajonstädten Tschernjachowsk und Polessk ist Bolschakowo durch die Regionalstraßen 27A-009 (ex A197) bzw. 27A-145 (ex A190) verbunden. Der Rajonsitz Slawsk ist durch die Regionalstraße 27A-010 an die A216 angebunden.
Im Norden des Rajons führt ausgehend von Sowetsk die Regionalstraße 27A-034 (ex R513) zwei Kilometer nördlich an Slawsk vorbei durch die Siedlungen Timirjasewo und Jasnoje bis nach Myssowka am Kurischen Haff. In der Nähe der Siedlung Moskowskoje zweigt davon die Regionalstraße 27A-035 ab zum russisch-litauischen Grenzfluss Skirwieht, einem Mündungsarm der Memel. Gegenüber liegt der litauische Ort Rusnė (dt. Ruß). Bis zur Annexion des Memellandes im Jahr 1923 gab es hier eine Fähre.
Durch den Rajon verläuft die Bahnstrecke Kaliningrad–Sowetsk mit den Bahnstationen Bolschakowo-Nowoje, Slawsk-Nowy, Schtscheglowka-Nowaja und Rschewskoje.

## Geschichte
Der Rajon wurde am 7. April 1946 als Chainrichswaldski rajon gegründet. Er trat die Nachfolge des bis 1945 bestehenden Kreis (Elch-)Niederung an, dessen Verwaltungssitz der Ort Heinrichswalde gewesen war. Aus dem Kreis Labiau wurde zusätzlich der Ort Lauknen (1938 bis 1945 "Hohenbruch") übernommen. Zuständig für den Rajon war ab Ende Mai 1946 zunächst die „Verwaltung für zivile Angelegenheiten des Rajons Heinrichswalde“ (ru. Управление по гражданским делам Хайнрихсвальдского района, Uprawlenie po graschdanski delam Chainrichswaldskowo rajona). Am 7. September 1946 wurde der Ort Heinrichswalde in Slawsk umbenannt und dabei mit Stadtrechten versehen und der Rajon wurde in Slawski rajon umbenannt. Im Juni 1947 wurde zur Verwaltung des Rajons das Exekutivkomitee des Slawsker Rajonsowjets der Abgeordneten der Werktätigen ernannt (ru. Исполнительный комитет Славского районного Совета депутатов трудящихся, Ispolnitelny komitet Slawskowo rajonowo Soweta deputatow trudjaschtschichsja; kurz: Славсккий Райисполком, Slawski Rajispolkom). Bei der Einrichtung der Dorfsowjets im Sommer 1947 wurde der in Bolschakowo umbenannte Ort Groß Skaisgirren (1938 bis 1945 "Kreuzingen") in den neu eingerichteten Rajon Bolschakowo ausgegliedert.
Am 12. Dezember 1962 wurde der Rajon Bolschakowo aufgelöst und an den Rajon Slawsk angeschlossen. Weiterhin wurde an diesem Tag aus dem Rajon Neman der Dorfsowjet Nowokolchosnenski übernommen. Nach einer erneuten Verwaltungsreform am 12. Januar 1965 verblieben von den Ende 1962 hinzugefügten Gebieten nur die Dorfsowjets Bolschakowski (dt. Groß Skaisgirren bzw. Kreuzingen) und Wyssokowski (dt. Popelken bzw. Markthausen) im Rajon Slawsk. Im Jahr 1977 wurde in der Bezeichnung der Rajonverwaltung der Begriff „der Abgeordneten der Werktätigen“ durch „der Volksabgeordneten“ ersetzt (ru. народных депутатов, narodnych deputatow).
Im Jahr 1991 wurde die Rajonverwaltung in Administration des Rajons Slawsk (ru. Администрация Славского района, Administrazija Slawskowo rajona) umbenannt. Im Jahr 1998 wurde auf dem Territorium des Rajons Slawsk die (gleichnamige) kommunale Selbstverwaltungseinheit Rajon Slawsk eingerichtet. Im Jahr 2004 bekam diese Verwaltungseinheit den Status eines Stadtkreises (ru. Славский городской округ, Slawski gorodskoi okrug). Der Stadtkreis Slawsk wurde von der Gerichtsbarkeit jedoch verworfen. Daraufhin bekam die Verwaltungseinheit im Jahr 2008 den Status eines "munizipalen" Rajons und wurde mit Munizipaler Rajon Slawsk bezeichnet (ru. Славский муниципальный район, Slawski munizipalny rajon); darin wurde die kommunale Selbstverwaltung auf die lokale Ebene ausgeweitet und die bestehenden sieben Dorfbezirke sowie der Bereich der Slawsker Stadtadministration in drei Landgemeinden und die städtische Gemeinde Slawskoje umgewandelt. Im Jahr 2016 wurde die kommunale Selbstverwaltung (wieder) als Stadtkreis organisiert. Im Jahr 2022 wurde der Stadtkreis in einen Munizipalkreis umgewandelt.

### Dorfsowjets/Dorfbezirke 1947–2008
| Name              | Verwaltungssitz | deutscher Name                | Bemerkungen |
| ----------------- | --------------- | ----------------------------- | --- |
| Bolschakowski     | Bolschakowo     | Groß Skaisgirren (Kreuzingen) | seit 1963, vorher im Rajon Bolschakowo                                                                                  |
| Gastellowski      | Gastellowo      | Groß Friedrichsdorf           | |
| Jasnowski         | Jasnoje         | Kaukehmen (Kuckerneese)       | |
| Lewobereschnenski | Lewobereschnoje | Schakuhnen (Schakendorf)      | seit 1950, vorher zu Jasnowski, bis 1965, dann (offenbar) mit Saliwinski zusammengelegt zu Prochladnenski               |
| Prochladnenski    | Prochladnoje    | Kallningken (Herdenau)        | seit 1965, vorher (offenbar) Lewobereschnenski und Saliwinski                                                           |
| Rschewski         | Rschewskoje     | Adlig Linkuhnen               | bis 1964, dann zu Timirjasewski                                                                                         |
| Saliwinski        | Saliwino        | Tawe                          | bis 1965, dann (offenbar) mit Lewobereschnenski zusammengelegt zu Prochladnenski, der Ort Saliwino existiert nicht mehr |
| Sapowednenski     | Sapowednoje     | Seckenburg                    | |
| Timirjasewski     | Timirjasewo     | Neukirch                      | |
| Wyssokowski       | Wyssokoje       | Popelken (Markthausen)        | seit 1963, vorher im Rajon Bolschakowo                                                                                  |

Von 1963 bis 1965 gehörten auch die Dorfsowjets Kalinowski (später im Rajon Tschernjachowsk), Nowokolchosnenski (sonst im Rajon Neman) und Salessowski (danach im Rajon Polessk) zum Rajon Slawsk.

### Gemeinden 2008–2015

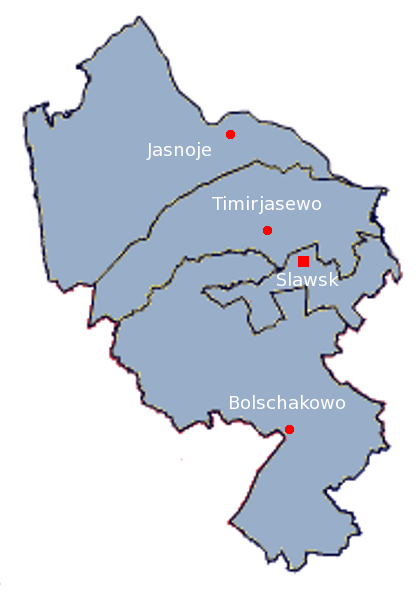
Verwaltungseinteilung des Rajons Slawsk 2008–2015

| Name                 | Verwaltungssitz | deutscher Name                       | Anzahl der Orte |
| -------------------- | --------------- | ------------------------------------ | --------------- |
| Städtische Gemeinde: |                 |                                      |                 |
| Slawskoje            | Slawsk          | Heinrichswalde                       | 7               |
| Landgemeinden:       |                 |                                      |                 |
| Bolschakowskoje      | Bolschakowo     | Groß Skaisgirren 1938–45: Kreuzingen | 18              |
| Jasnowskoje          | Jasnoje         | Kaukehmen 1938–45: Kuckerneese       | 17              |
| Timirjasewskoje      | Timirjasewo     | Neukirch                             | 16              |

### Einwohnerentwicklung
| Jahr | Einwohner | Bemerkungen                                                                                  |
| ---- | --------- | -------------------------------------------------------------------------------------------- |
| 1959 | 16.884    | Bezogen auf den Gebietsbestand von 1960. Umgerechnet auf den Gebietsbestand ab 1965: 25,2 T. |
| 1970 | 24.946    |                                                                                              |
| 1979 | 22.661    |                                                                                              |
| 1989 | 20.864    |                                                                                              |
| 2002 | 21.918    |                                                                                              |
| 2010 | 21.015    |                                                                                              |
| 2021 | 16.193    |                                                                                              |

### Funktionsträger

#### Parteisekretäre der WKP(B)/KPdSU 1947–1991
- 1947–1951: W. W. Grigorjew (В. В. Григорьев)
- 1951–1964: Michail Jakowlewitsch Sewastjanow (Михаил Яковлевич Севастьянов)
- 1964–1967: Stefan Nikitowitsch Braschnikow (Стефан Никитович Бражников)
- 1968–1977: Gennadi Fjodorowitsch Kotschetow (Геннадий Фёдорович Кочетов)
- 1977–1986: Alexandr Nikititsch Potapow (Александр Никитич Потапов)
- 1986–1991: Michail Afanassjewitsch Chowanski (Михаил Афанасьевич Хованский)

#### Vorsitzende
- 1946–1947: M. A. Schmatkow (М. А. Шматков)
- 1947–1953: Alexandr Iwanowitsch Seregin (Александр Иванович Серегин)
- 1953–1963: Serafim Matwejewitsch Pissarew (Серафим Матвеевич Писарев)
- 1963–1965: Stefan Nikitowitsch Braschnikow (Стефан Никитович Бражников)
- 1965–1967: Gennadi Fjodorowitsch Kotschetow (Геннадий Фёдорович Кочетов)
- 1967–1972: P. K. Katassonow (П. К. Катасонов)
- 1972–1975: Igor Petrowitsch Schewljakow (Игорь Петрович Шевляков)
- 1975–1977: Alexandr Nikititsch Potapow (Александр Никитич Потапов)
- 1977–1980: I. M. Botscharowa (И. М. Бочарова)
- 1980–1983: I. M. Gamajunow (И. М. Гамаюнов)
- 1983–1989: W. N. Kapranow (В. Н. Капранов)
- 1989–1991: Wladimir Andrejewitsch Proskurin (Владимир Андреевич Проскурин)
- 1991–1998: Alexandr Wassiljewitsch Gwosdenko (Александр Васильевич Гвозденко)
- 1998–2006: Alexandr Iwanowitsch Dudnik (Александр Иванович Дудник)
- 2006–2012: Anatoli Grigorjewitsch Malzew (Анатолий Григорьевич Мальцев)
- 2012–2015: Sergei Wiktorowitsch Lawrikaitis (Сергей Викторович Лаврикайтис)
- 2015–2020: Igor Irinejewitsch Rudenkow (Игорь Иринеевич Руденков)
- seit 2020: Jelena Alexandrowna Matwejewa (Елена Александровна Матвеева)

#### Verwaltungschefs
- 2006–2011: Alexandr Wassiljewitsch Gwosdenko (Александр Васильевич Гвозденко)
- 2011–2015: Sergei Wiktorowitsch Artjochow (Сергей Викторович Артюхов)
- 2015–2018: Konstantin Borissowitsch Panfilow (Константин Борисович Панфилов)
- seit 2018: Eduard Wassiljewitsch Kondratow (Эдуард Васильевич Кондратов)

## Partnerschaften
- Gemeinde Ronneby (seit 2000)
- Grafschaft Bentheim (seit 2002)
- Rajongemeinde Raseiniai (seit 2004)

Des Weiteren gibt es eine projektbezogene Zusammenarbeit im Bereich der Wasserwirtschaft mit der benachbarten Rajongemeinde Šilutė und der Rajongemeinde Šilalė in Litauen.